# Richard Plantagenêt
Titres
Duc d'York, comte de Cambridge et de Rutland
12 mai 1432 – 30 décembre 1460
(28 ans, 7 mois et 18 jours)
Comte de March et d'Ulster
18 janvier 1425 – 30 décembre 1460
(35 ans, 11 mois et 12 jours)
Richard Plantagenêt ou Richard d'York (21 septembre 1411 – 30 décembre 1460), comte de Rutland, de March, d'Ulster et de Cambridge, puis 3e duc d'York était un membre de la famille royale anglaise et très tôt héritier de vastes territoires. Il épouse Cécile Neville en 1429 et détient plusieurs postes pour le compte de la Couronne en Irlande et en France. Il gouverne l'Angleterre à plusieurs reprises en tant que Lord Protecteur pendant la folie du roi Henri VI.
Ses disputes avec la reine Marguerite d'Anjou et ses partisans ainsi que sa revendication au trône conduisent au déclenchement de la guerre des Deux-Roses. Il tente de s'emparer du trône, mais en est dissuadé, bien qu'un compromis le fasse héritier d'Henri VI. Cependant, quelques semaines après cet accord, il meurt à la bataille de Wakefield face aux partisans lancastriens de la reine.
Bien qu'il n'accède pas au trône, ses fils Édouard IV et Richard III règnent sur l'Angleterre de 1461 à 1485. Par le mariage de sa petite-fille Élisabeth d'York avec Henri VII en 1486, Richard est l'ancêtre de tous les rois anglais depuis Henri VIII, de tous les rois écossais depuis Jacques V, et de tous les souverains britanniques depuis Jacques VI d'Écosse et Ier d'Angleterre.

## Biographie

### Origines et enfance
Richard naît le 21 septembre 1411. Les parents de Richard d'York descendent tous deux directement du roi Édouard III. Son père Richard de Conisburgh, 3e comte de Cambridge, est le second fils d'Edmond de Langley, 1er duc d'York et 4e fils d'Édouard III. Sa mère Anne Mortimer est l'arrière-petite-fille de Lionel d'Anvers, 1er duc de Clarence et 2e fils d'Édouard III. Il a une sœur aînée, Isabelle, comtesse d'Essex. La mère de Richard meurt peu après sa naissance. Richard de Conisburgh est exécuté en août 1415 par le roi Henri V pour haute trahison à la suite de son implication dans le complot de Southampton.
Le 25 octobre 1415, l'oncle paternel de Richard, Édouard d'York, 2e duc d'York, est tué à la bataille d'Azincourt. Richard, qui n'a que quatre ans, devient l'héritier du duché d'York. Après avoir quelque temps hésité, Henri V autorise Richard à succéder à son oncle même s'il doit attendre sa majorité de 21 ans pour prendre possession de ses terres. Richard devient également comte de March à la mort de son oncle maternel Edmond Mortimer le 19 janvier 1425. Mortimer avait été l'héritier de Richard II lors de sa déposition en 1399 mais Henry Bolingbroke, père d'Henri V, avait usurpé le trône. Richard hérite donc de fait de sa revendication au trône. Il acquiert une grande fortune grâce aux revenus rattachés à ses titres. Ainsi, en l'année 1443, le revenu concernant les terres de March s'élève à 3 430 £, soit l'équivalent de près d'une tonne d'or. Il devient le second personnage le plus riche du royaume après son cousin le roi Henri VI.
En 1417, Richard, orphelin, est confié à la garde de Raph Neville, 1er comte de Westmoreland. Neville, conscient de la fortune de son pupille, le fiance à sa fille Cécile Neville en 1424, alors âgée de 9 ans. À la mort de Neville en octobre 1425, la garde de Richard est transférée à sa veuve Jeanne Beaufort. Le 19 mai 1426, Richard est adoubé par Jean de Lancastre, 1er duc de Bedford, oncle et régent du jeune Henri VI. En octobre 1429, Richard épouse Cécile Neville. Quelques semaines plus tard, le 6 novembre, il assiste au couronnement d'Henri VI, alors âgé de 8 ans. Deux ans plus tard, le 16 décembre 1431, Richard et Cécile sont présents au sacre d'Henri VI en tant que roi de France en la cathédrale Notre-Dame de Paris. Finalement, le 12 mai 1432, Richard peut prendre pleinement possession de ses terres.

### Service en France
En mai 1436, quelques mois après la mort du duc de Bedford, Richard est nommé pour lui succéder comme lieutenant de France. À cette époque, les Anglais n'étaient plus en mesure d'envisager de grandes conquêtes comme sous Henri V. Cependant, ils avaient réussi à affaiblir les Français en s'alliant avec les Bourguignons. Or, l'alliance anglo-bourguignonne est rompue après le traité d'Arras en 1435. Se dirigeant initialement vers Paris, Richard se détourne vers la Normandie après la reprise de la capitale par Charles VII. En accord avec les capitaines de Bedford, Richard reprend Fécamp et érige le pays de Caux en forteresse. En même temps, il rétablit l'ordre et la justice en Normandie. Il avait cependant des difficultés à payer ses propres soldats et fait part de sa colère à la Couronne. Richard retourne en Angleterre en novembre 1439 mais ne fait cependant pas partie du Conseil du roi, à son désarroi. Il retourne en France à l'été 1440 après l'échec des négociations pour la paix. Durant son séjour, son épouse Cécile l'accompagne et donne naissance à ses fils Édouard et Edmond et à sa fille Elisabeth à Rouen. 
En 1443, Jean Beaufort, 1er duc de Somerset, réunit à Rouen près de 600 hommes d'armes et 4000 archers, mais se contente de ravager la Normandie, le Maine et les confins de la Bretagne (sac de La Guerche) au lieu d'aller dégager la Guyenne. Richard semble avoir durement ressenti la préférence du roi pour Somerset. C'est sans doute le point de départ de sa querelle avec la Maison de Beaufort. Somerset meurt dès 1444 sans avoir rien accompli. Richard lui-même rentre en Angleterre le 20 octobre 1445. À la cour, les avis divergent quant à l'attitude à prendre en réaction à la reconquête menée par Charles VII en France. Le duc de Gloucester Humphrey de Lancastre et Richard sont partisans d'une reprise en main de la situation par une intervention rapide, tandis que le cardinal et William de la Pole, duc de Suffolk, cherchent à faire la paix.

### Départ et retour d'Irlande
En février 1447, Suffolk, avec l'aide du vieux cardinal Beaufort, fait arrêter Gloucester, accusé de trahison. Ce dernier est emprisonné pour être jugé mais il meurt rapidement (probablement d'une attaque cardiaque). Certains accusent néanmoins Suffolk d'avoir fait assassiner le propre oncle et héritier du roi. Richard est envoyé rétablir l'ordre en Irlande et est ainsi éloigné. Suffolk et son allié le duc de Somerset Edmond Beaufort, alliés à la reine Marguerite, deviennent maîtres de la cour. Ayant par ses parents une revendication au trône d'Angleterre, Richard commence à l'exercer dès 1448 en prenant comme nom de famille celui, depuis longtemps inutilisé, de Plantagenêt. C'est un défi direct au roi.
Accusé de complot contre la Couronne en ayant rendu le Maine et l'Anjou à la France, Suffolk est arrêté en janvier 1450 et emprisonné à la Tour de Londres. Il est banni pour cinq ans mais son bateau l'emmenant en France est intercepté par une bande de soldats mécontents appartenant au duc d'Exeter qui le condamnent à mort et le décapitent le 2 mai 1450. En septembre 1450, Richard revient d'Irlande et commence à recevoir des soutiens. La situation est si instable à Londres que Somerset est emprisonné dans la Tour de Londres pour sa propre sécurité alors que Richard réforme le Parlement. Somerset retrouve ses positions en avril 1451 tandis que Richard se retire à Ludlow. En mars 1452, Richard tente une seconde démonstration de force. Il demande le départ de Somerset et à être reconnu comme héritier d'Henri, toujours sans enfant. La reine intervient pour protéger Somerset. Richard se rebelle mais devant le peu de soutien des nobles, il se soumet à Henri. Il doit jurer de ne plus reprendre les armes contre la Couronne et Somerset.

### Déclenchement de la guerre civile
Le roi Henri VI manifeste des signes de maladie mentale durant l'été 1453. Le cardinal John Kemp, Lord grand chancelier, meurt le 22 mars 1454, ce qui laisse le poste de chef du Conseil royal vacant. Cette situation pousse Richard, avec l'aide des comtes de Salisbury et de Warwick à écarter du pouvoir la reine Marguerite et à se proclamer Lord Protecteur du royaume le 27 mars 1454. Somerset est emprisonné à la Tour de Londres et Richard fait entrer au Conseil du roi ses alliés.
Le retour du roi à ses sens à la Noël 1454 contrarie les ambitions de Richard qui est écarté de la cour en février 1455 par la reine Marguerite d'Anjou. Cette dernière noue des alliances contre Richard et conspire avec d'autres nobles pour réduire son influence. Elle forme ainsi le clan des Lancastriens. Richard de plus en plus pressé recourt finalement aux armes en mai 1455. Il bat les troupes royales lors de la bataille de St Albans le 22 mai 1455. Somerset et son allié le comte de Northumberland sont tués, ce qui satisfait en grande partie York, Salisbury et Warwick. Les troupes yorkistes découvrent Henri abandonné par son escorte. Il venait de subir une seconde crise de folie. Richard et ses alliés recouvrent leur position influente, et pendant quelque temps les deux côtés paraissent choqués qu'une bataille réelle se soit déroulée, si bien qu'ils font tout leur possible pour apaiser leurs différends. Puisque le roi est malade, Richard est de nouveau nommé Protecteur et la reine Marguerite est écartée du pouvoir.
La famille royale doit quitter Londres qui est acquise au clan York pour s'installer à Coventry. Les problèmes à l'origine du conflit ressurgissent cependant, surtout quand il s'agit de savoir si c'est Richard ou le jeune fils d'Henri, Édouard de Westminster, accusé d'être un enfant illégitime dont le père serait le défunt duc de Somerset, qui doit succéder à Henri sur le trône. Marguerite refuse toute solution qui déshériterait son fils et il devient clair qu'elle ne tolérerait la situation qu'aussi longtemps que Richard et ses alliés garderaient la suprématie militaire. Le protectorat de Richard prend fin en février 1456 ; Marguerite s'empresse d'annuler toutes les mesures de son rival. Quatre années passent ainsi dans un climat de paix extrêmement fragile. Le 24 mars 1458, Henri essaie avec l'aide de Thomas Bourchier, archevêque de Canterbury, de faire procéder à une réconciliation entre les Lancastriens et les Yorkistes. La rencontre échoue.

### Revendication du trône et mort
Les hostilités reprennent en septembre 1459. Les troupes yorkistes du comte de Salisbury battent celles du roi à Blore Heath le 23 septembre. Le 12 octobre, Henri VI défait à Ludford Bridge la puissante armée de Richard, qui s'enfuit en Irlande tandis que Salisbury, Warwick et le fils aîné de Richard, Édouard, comte de March s'exilent à Calais. Ils sont tous déchus de leurs droits civiques par le Parlement le 20 novembre. Les Lancastriens contrôlent de nouveau la situation. Cependant, les Yorkistes commencent à lancer des raids sur la côte anglaise depuis Calais à partir de janvier 1460, ajoutant ainsi un sentiment de chaos et de désordre. 

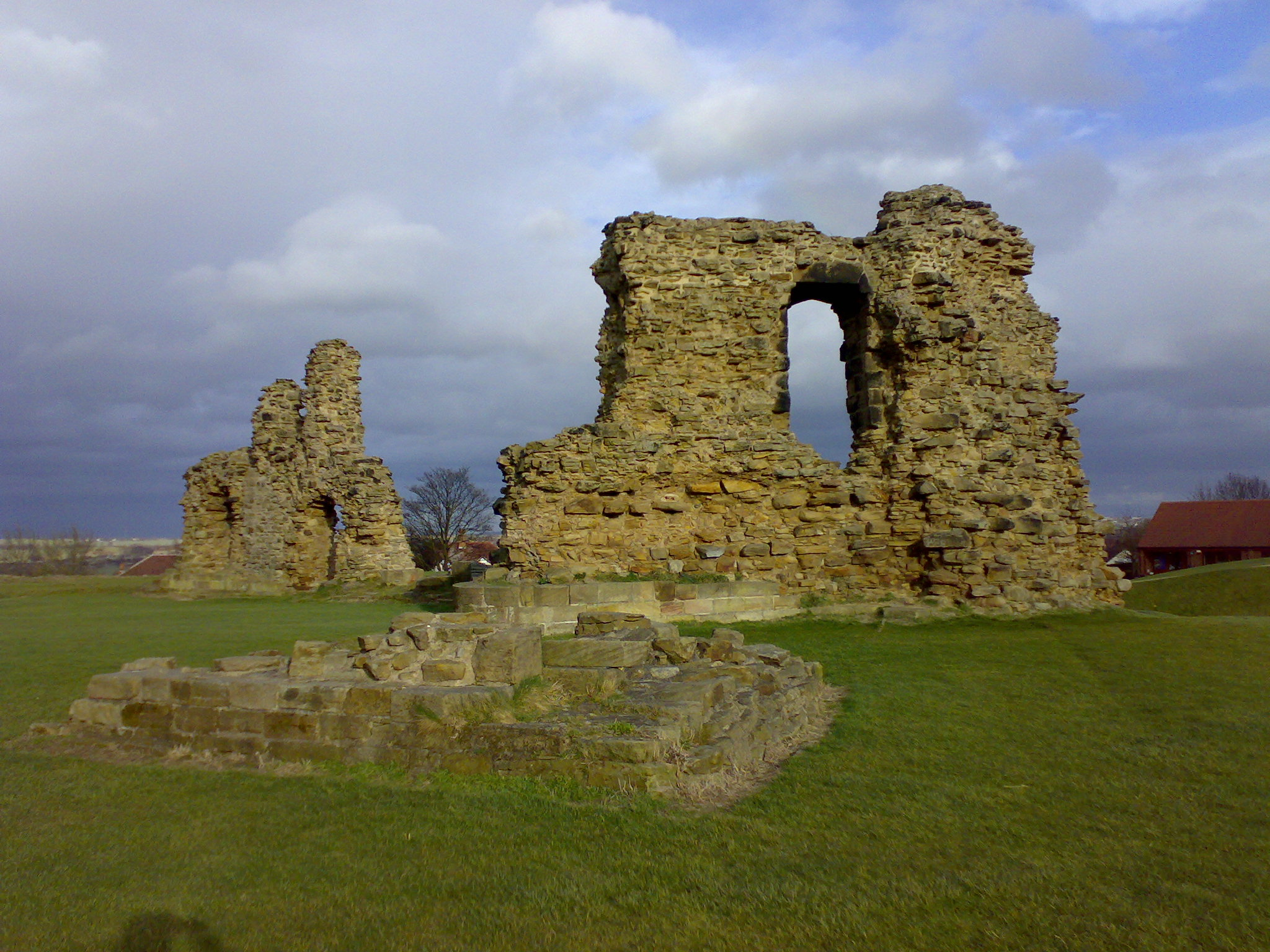
Ruines du château de Sandal.

Salisbury, Warwick et March envahissent l'Angleterre à l'été 1460. À la bataille de Northampton le 10 juillet 1460, Warwick fait le roi prisonnier, à nouveau frappé d'une crise de folie. Les Yorkistes entrent peu après à Londres. Richard revient d'Irlande en septembre et revendique le trône. Il obtient finalement du Parlement d'être nommé une troisième fois Lord Protecteur et est désigné héritier du trône le 25 octobre par l'Acte d'Accord, au détriment du prince Édouard de Westminster. Comme on pouvait s'y attendre, les Lancastre, menés par Marguerite d'Anjou, refusent l'Acte d'Accord et poursuivent la guerre. Richard quitte Londres en novembre 1460 avec son fils de 17 ans Edmond de Rutland et le comte de Salisbury pour consolider sa position au nord contre l'armée de Marguerite d'Anjou, dont on disait qu'elle s'était regroupée près de la ville d'York. Richard occupe une position défensive au château de Sandal, près de Wakefield, à la Noël 1460. 
Bien que l'armée de Marguerite l'emporte en nombre sur celle de Richard à plus de deux contre un, le 30 décembre, York ordonne à ses forces de quitter le château et de passer à l'attaque. Son armée subit une défaite cuisante à la bataille de Wakefield. Richard lui-même est tué dans la bataille tandis qu'Edmond et Salisbury sont capturés et décapités après la bataille. Richard est inhumé à Pontefract, mais sa tête ainsi que celles de son fils et de Lord Salisbury sont plantées sur des pieux aux portes de la ville d'York, sur ordre de Marguerite d'Anjou. Plus tard, ce qui reste de sa dépouille est transporté à l'église de Fotheringhay. Le 4 mars 1461, le fils aîné de Richard accède au trône d'Angleterre sous le nom d'Édouard IV. Il vainc ensuite l'armée lancastrienne à Towton le 29 mars. Il règne jusqu'en 1483.

## Généalogie

### Descendance
Cécile Neville (sœur du comte de Salisbury et tante du comte de Warwick) lui donne au moins treize enfants dont 6 mourront en bas âge :
1. Jeanne (née et décédée en 1438 à York, le jour même).
2. Anne (10 août 1439 – 14 janvier 1476), épouse d'Henri Holland, 3e duc d'Exeter.
3. Henri d'York (né le 10 février 1441 et décédé 4 ou 5 jours après sa naissance). Né à Bishop Hatfield et baptisé à Westminster.
4. Édouard IV (28 avril 1442 à Rouen – 9 avril 1483), roi d'Angleterre.
5. Edmond, comte de Rutland (17 mai 1443 à Rouen – 31 décembre 1460).
6. Élisabeth (22 avril 1444 à Rouen – après janvier 1503), épouse de John de la Pole (2e duc de Suffolk).
7. Marguerite (3 mai 1446 – 23 novembre 1503), troisième épouse (1468) du duc de Bourgogne Charles le Téméraire.
8. William (né le 7 juillet 1447).
9. John (né le 7 novembre 1448, à La Neyte, le manoir des abbés de Westminster, baptisé à Chelsea,  décèdera quelques mois plus tard).
10. Georges, duc de Clarence (21 octobre 1449 – 18 février 1478).
11. Thomas (né env. 1451).
12. Richard III (2 octobre 1452 – 22 août 1485), roi d'Angleterre.
13. Ursula (née le 20 juillet 1455, à  Fotheringhay décédée à 4 mois, inhumée en l’église de Sainte Marie et tous les saints)[7].

### Famille

Arbre généalogique simplifié de Richard Plantagenêt.

## Héritage
Richard d'York et son décès est le sujet d'une mnémonique en anglais pour mémoriser les sept couleurs de l'arc-en-ciel en ordre dans cette langue : « Richard Of York Gave Battle In Vain » .